# Cusano Mutri
Cusano Mutri es una localidad y comuna italiana de 4239 habitantes perteneciente a la provincia de Benevento, en la región de Campania y en el antiguo Sannio Pentro, hoy en el confín entre Campania e Molise.
Su territorio se extiende por casi 60 km², entre una altitud mínima de 257 m a las gola di Lavella - y una máxima de 1823 m del Monte Mutria en el confín de Molise.

## Demografía
| Gráfica de evolución demográfica de Cusano Mutri entre 1861 y 2001 |
|                                                                    |
| Fuente ISTAT - elaboración gráfica de Wikipedia                    |